# Campionato nordamericano maschile di pallavolo 1983
L'VIII campionato nordamericano maschile di pallavolo si è svolto dal 12 al 16 luglio 1983 a Indianapolis, negli Stati Uniti d'America. Al torneo hanno partecipato 6 squadre nazionali nordamericane e la vittoria finale è andata per la seconda volta agli Stati Uniti.

## Classifica finale
| Classifica | Squadre          | Qualificazione               |
| ---------- | ---------------- | ---------------------------- |
|            | Stati Uniti      |                              |
|            | Canada           | Giochi della XXIII Olimpiade |
|            | Cuba             |                              |
| 4          | Messico          |                              |
| 5          | Porto Rico       |                              |
| 6          | Antille Olandesi |                              |